# Pieter Isaacsz
Pieter Isaacsz (Helsingør, 1569. − Amszterdam, 1625. szeptember 14.) a holland aranykor festője, Hans von Aachen egyik tanítványa.

## Életpályája
Apja Haarlemben született, fia születésekor a holland kormány (Staten-Generaal) megbízásából tevékenykedett a dán udvar mellett. A fiú Pieter Isaacsz Amszterdamban tanult festeni, először Cornelis Ketelnél, majd Hans von Aachen német festővel Itáliába, majd Kölnbe utazott tapasztalatszerzés céljából. Karel van Mander jelzi, hogy Pieter Isaacz az arcképfestésben, a kompozícióteremtésben és a rajzolásban volt kiváló. IV. Keresztély dán király portréját 1612 körül festette meg. Számos megrendelése volt portréfestésre főleg házaspároktól, megfestette Pieter Huyghesz és első felesége arcképét, Jacobb Popp számára ovális arcképeket festett. Az amszterdami műpártoló, Hendrik Franckin tulajdonába került eredetileg Pieter Isaacsz két bibliai témájú képe is: Ádám és Éva; s rézre festve Keresztelő Szent János prédikációja.
Kiváló kompozíció-sorozatot festett a hét független művészetről, közülük a retorika-tanítás látható a cikkben. Kiválóan szerkesztett a Krisztus megkeresztelése című alkotása is. Kétségtelen, hogy éppen Karel Mander meg a világias téma révén az a rézre festett képe a legnevezetesebb, amely a római nőket ábrázolja, amint a Capitolium előtt felháborodásukban nagy csődületet alkotnak, miután az ifjú Papyrius és anyja révén az a hír jutott tudomásukra, hogy a szenátus megszavazta, most már minden férfinak két felesége lehet. A hír persze rémhír volt, de kiváló téma a festőnek. A kép hátterében Róma történelmi központja, a Capitólium látható Marcus Aurelius római császár szobrával, előtte pedig a tarka női sokaság, fiatalok, középkorúak és öregek is, a legidősebb öregasszonyt az előtérben láthatjuk, amint a kutyája húzza egy kocsin. Ez a római nők históriáját ábrázoló kép eredetileg Jakob Poppe amsterdami házában volt, napjainkban a Rijksmuseum őrzi.
Holland nemzetiségű dán udvari festőként mindkét országban kitűnő kapcsolatai voltak, amit kémkedésre is felhasznált e két ország, sőt később Svédország szolgálatában is. Egyes források szerint Helsingørben halt meg, de az irodalomban elfogadottabb Amszterdam a halálának helyszíneként.
Az 1600-as évek elején tanítványa volt Hendrick Avercamp, a holland téli tájképek későbbi híres festője.

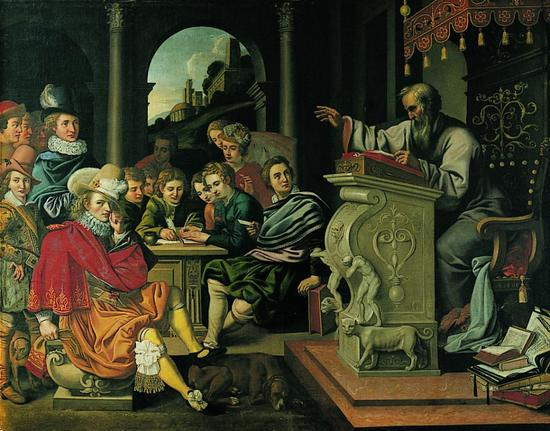
Retorikai előadás a Lovagi Akadémián (Rosenborg Palota, 1620 körül)
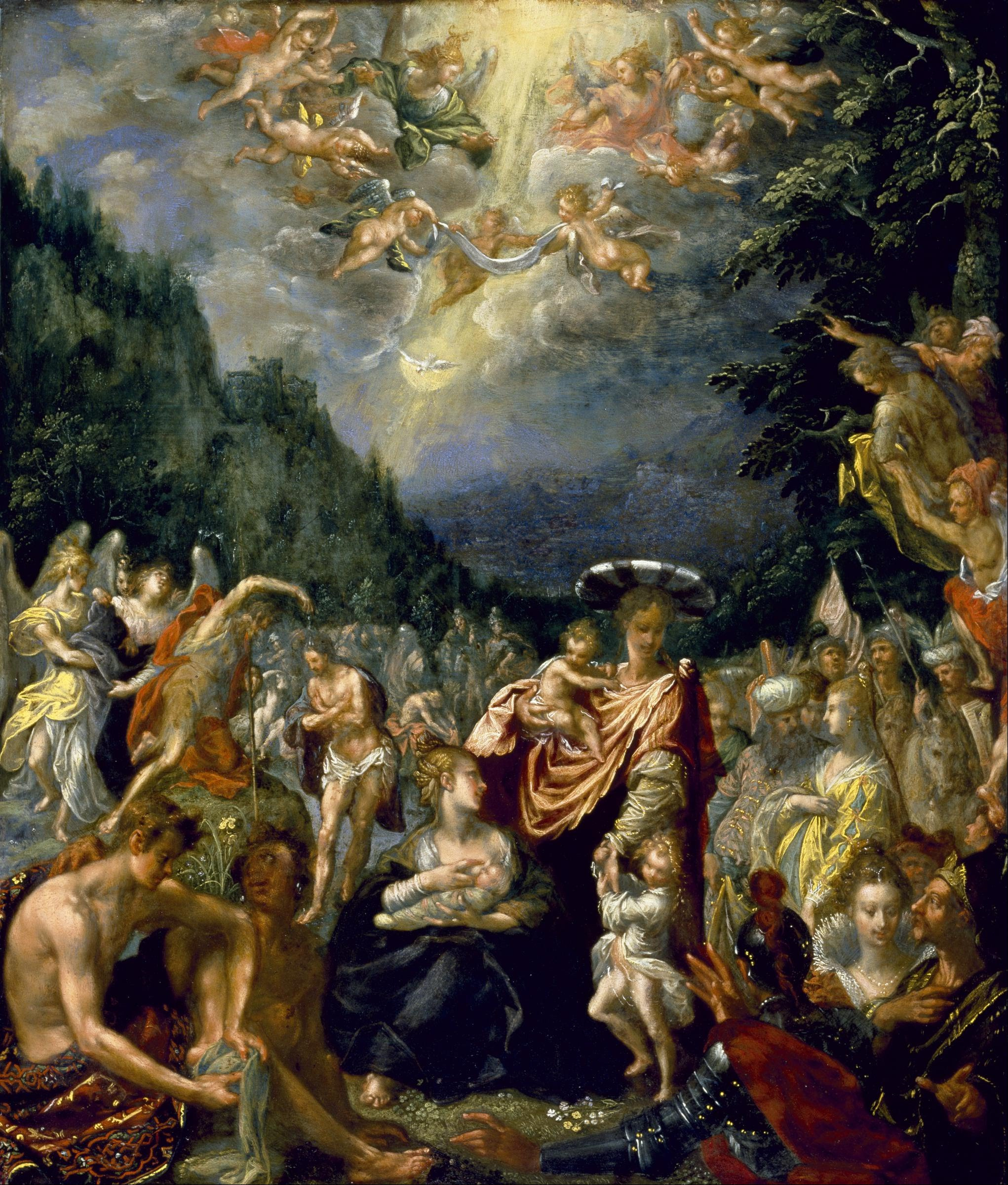
Krisztus megkeresztelése (olaj, réz, 36x43.5 cm, 1600 körül)
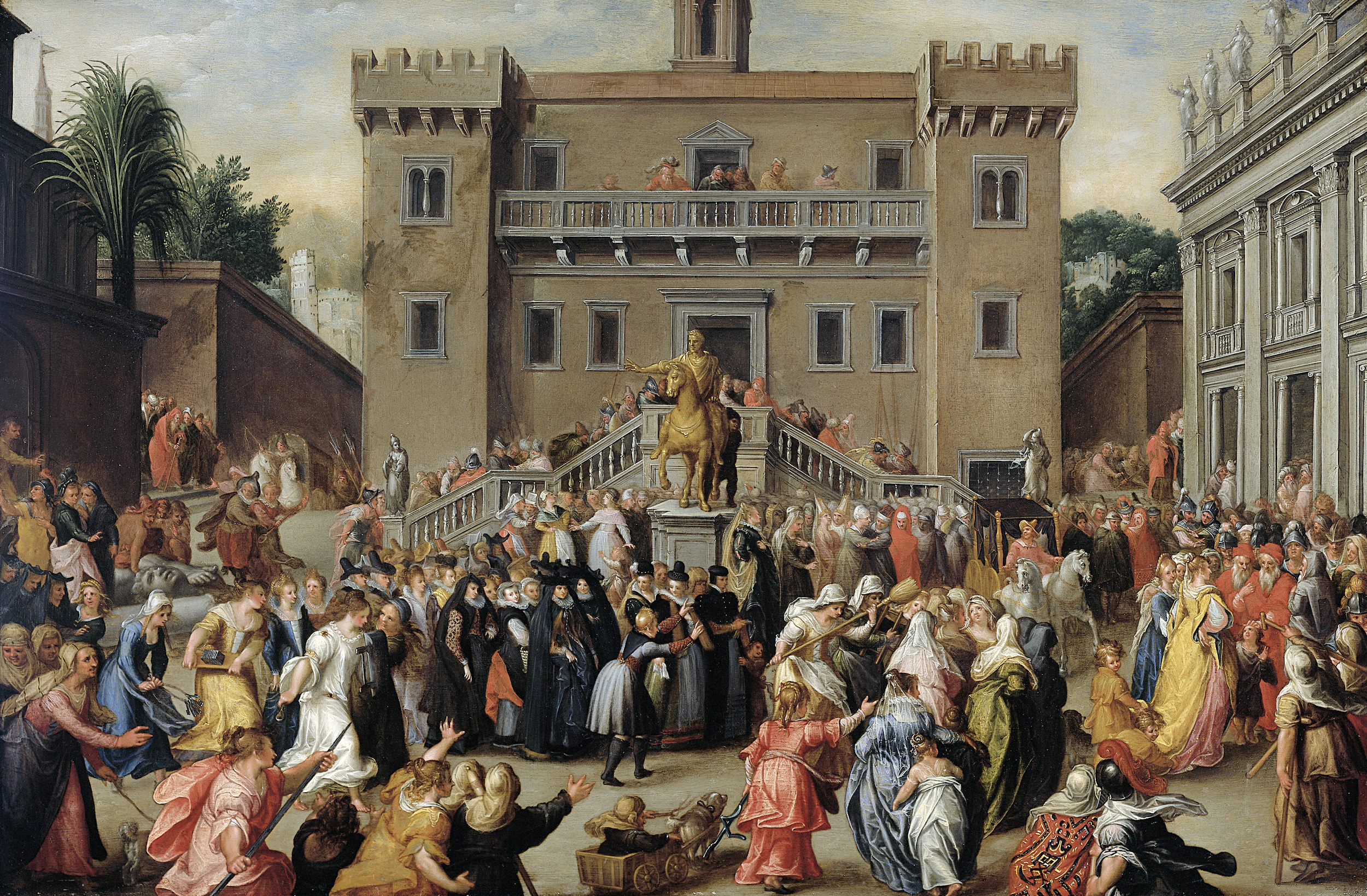
A római nők gyülekezete a Capitolium előtt az ifjú Papyrius révén elterjedt hír nyomán (olaj, réz, 41.5x62 cm, 1600 után)